# 石岛湾核电站
石岛湾核电站是一座位于中国山东省荣成市的核电站，由“石岛湾高温气冷堆核电站示范工程”及“石岛湾CAP1400核电示范工程”组成，包含多台功率不一的第四代反应堆和最先進的第三代反应堆，充分累積核電站國產建造經驗，总投资约1000亿元人民币，是全世界第一座投入商业运营的第四代核电站。

## 历史
2006年2月，石岛湾高温气冷堆核电站示范工程被列入《国家中长期科学和技术发展规划纲要（2006-2020年）》。2007年1月，由中国华能集团公司、中国核工业建设集团公司、清华大学各出资47.5%、32.5%和20%共同组建华能山东石岛湾核电有限公司。2011年3月1日，高温气冷堆示范工程项目核准报告顺利通过中国国务院办公会议批准。
2012年12月9日，石岛湾高温气冷堆核电站示范工程开工，成为国务院召开常务会议重启核电以来首个正式开工的核电项目，也是“十二五”第一个正式开工的核电项目。2014年9月，石岛湾温气冷堆核电站常规岛主体工程开工，核岛安装预计于2015年6月开始。
2017年4月5日，用于中子慢化的不含核燃料的石墨球在堆芯开始预安装。
2020年10月19日，华能石岛湾高温气冷堆核电站2号反应堆冷态功能试验一次成功，成功当日启动1号反应堆冷试。11月3日7时10分，1号反应堆冷试一次成功，本工程完成双堆冷试。
2021年8月21日，华能石岛湾高温气冷堆核电站1号反应堆装料成功。
2021年9月12日，华能石岛湾高温气冷堆核电站1号反应堆成功临界。
2021年12月20日，华能石岛湾高温气冷堆核电站1号反应堆成功并网发电，但并未投入商业运营。
2023年12月6日，华能石岛湾高温气冷堆核电站1号反应堆完成168小时连续运行考验，正式投入商业运行，成为全世界第一座投入商业运营的第四代核电站。

## 反应堆数据
石岛湾核电站由两个运行中的反应堆、两个在建反应堆和四个计划中的未来反应堆组成。
| 机组                    | 型号           | 净功率  | 总功率  | 热功率 | 始建       | 初次临界   | 并网       | 商转       | 注记   |
| ----------------------- | -------------- | ------- | ------- | ------ | ---------- | ---------- | ---------- | ---------- | ------ |
| 高温气冷堆1号           | HTGR / HTR-PM  | 200 MW  | 211 MW  | 500 MW | 2012-12-09 | 2021-09-12 | 2021-12-20 | 2023-12-06 | [ 11 ] |
| 国和一号示范工程1号机组 | PWR / CAP-1400 | 1500 MW | 1550 MW |        | 2019-06-19 |            | 2024-10-31 |            |        |
| 国和一号示范工程2号机组 | PWR / CAP-1400 | 1500 MW | 1550 MW |        | 2020-04-21 |            |            |            |        |
| 华龙一号1号机组         | PWR / HPR1000  | 1134 MW | 1225 MW |        | 2024-07-28 |            |            |            |        |

## 工程

### 高温气冷堆
石岛湾高温气冷堆核电站示范工程段采用中国自主知识产权的第四代高温气冷堆技术，包括1台200MWeHTR-200高温气冷堆核电机组，2012年12月开工由中国核工业第五建设有限公司承包建設，计划于2020年建成，将成为世界首台具备第四代核能系统安全特性的商用气冷核电机组。在此基础上，石岛湾核电站还将规划建设1台更大的百万千瓦级高温气冷堆机组HTR-1000。
2021年12月20日，华能石岛湾高温气冷堆核电站1号反应堆成功并网发电。并于2023年12月6日正式投入商业运行。

### 压水堆
石岛湾CAP1400核电示范工程段包含美國引進的4台125万千瓦商用压水堆核电机组（AP1000）、國產1台140万千瓦及1台170万千瓦大型先进压水堆核电机组，总规划容量约900万千瓦。其中140万千瓦大型先进压水堆核电机组于2015年开工，未來再規劃1700MWe大機組一台。